# .DS Store
.DS_Store (Desktop Services Store) est un fichier caché créé sur les systèmes d'exploitation macOS.
Celui-ci permet de mémoriser des attributs personnalisés du répertoire comme la présentation d'affichage des fichiers ou l'image des dossiers. Il est l'équivalent du fichier Desktop.ini sur les systèmes Windows.
Par défaut, macOS crée automatiquement ce fichier dans chaque dossier auquel les utilisateurs ont accès, y compris dans les dossiers à distance et clés USB. Après plusieurs critiques de la part des utilisateurs, la création de ces fichiers peut maintenant être désactivée pour les dossiers réseau. Pour éviter les .DS_Store, il existe un programme Ds store Remover qui peut aussi effacer les Thumbs.db. 